# Cartellodes ochrea
Cartellodes ochrea är en fjärilsart som beskrevs av W. Warren 1900. Cartellodes ochrea ingår i släktet Cartellodes och familjen mätare. Inga underarter finns listade i Catalogue of Life.